# Робисон, Эмили
Э́мили Бёрнс Ро́бисон (англ. Emily Burns Robison), в девичестве — Э́рвин (англ. Erwin; род. 16 августа 1972, Питсфилд, Массачусетс, США) — американская певица, автор песен, мультиинструменталист (играет на банджо, добро, аккордеоне, гитаре и контрабасе), музыкальный продюсер и актриса. Основательница и участница группы «Dixie Chicks» с 1989 года.

## Личная жизнь
В 1999—2008 года Эмили была замужем за музыкантом Чарли Робисоном (род.1964). В этом браке Робисон родила троих детей — сына Чарльза Августуса Робисона (род.11.11.2002) и сына и дочь-близнецов Генри Бенджамина Робисона и Джулианну Текс Робисон (род.14.04.2005).
С 2013 года Эмили замужем во второй раз за Мартином Страйером. В этих отношениях Робисон родила своего четвёртого ребёнка — дочь Вайолет Изабель Страйер (род.04.09.2012).